# Anders Holmström
Anders Holmström (1979) è un ex sciatore alpino svedese.

## Biografia
Holmström, gigantista puro attivo dal gennaio del 1996, in Coppa Europa esordì il 18 marzo 2000 a Kappl, senza completare la prova, ottenne il miglior piazzamento il 12 gennaio 2002 a Oberjoch (12º) e prese per l'ultima volta il via il 5 dicembre 2003 a Ål, senza completare la prova. Si ritirò durante quella stessa stagione 2003-2004 e la sua ultima gara fu uno slalom gigante FIS disputato il 15 gennaio a Åre, non completato da Holmström; in carriera non debuttò in Coppa del Mondo né prese parte a rassegne olimpiche o iridate.

## Palmarès

### Coppa Europa
- Miglior piazzamento in classifica generale: 100º nel 2003

### Campionati svedesi
- 2 medaglie:
  - 1 oro (slalom gigante nel 2001)
  - 1 bronzo (slalom gigante nel 2002)